# 1680 w sztukach plastycznych

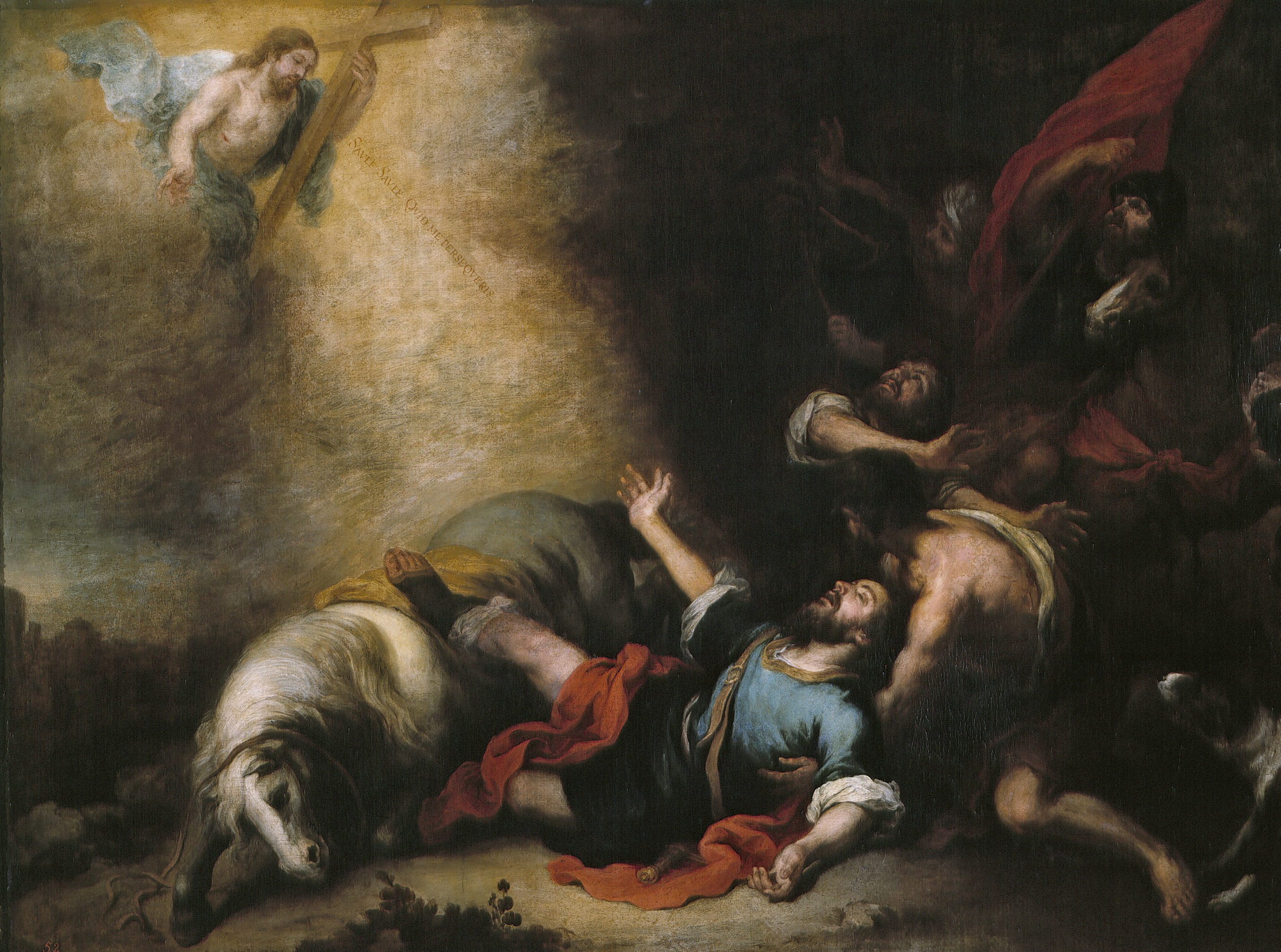
Murillo Nawrócenie św. Pawła Apostoła

Wydarzenia w sztukach plastycznych i wizualnych w 1680 roku.

## Malarstwo
- Bartolomé Esteban Murillo

Nawrócenie św. Pawła Apostoła (ok. 1675-1680) – olej na płótnie, 125×169 cm
Męczeństwo św. Andrzeja Apostoła (1675-1680) – olej na płótnie, 123×162 cm
- Andrzej Stech

Portret młodzieńca z medalem z rodziny Schmiedenów – olej na płótnie, 78x63 cm